# Jacques van Ypersele de Strihou
 (décembre 2024).
 (décembre 2024).
- Si vous ne connaissez pas le sujet, laissez ce bandeau (vous pouvez alors contacter les auteurs).
- Si vous supprimez le contenu mis en cause (vous pouvez préalablement contacter les auteurs),

argumentez précisément cette suppression dans la page de discussion
(un manque de référence n'est pas un argument ; une recherche réelle de référence doit avoir été effectuée, être formellement documentée).
Jacques van Ypersele de Strihou (né le 5 décembre 1936) a été le « chef de cabinet » du roi des Belges. 

## Biographie
Quand Albert II de Belgique succéda à son frère Baudouin Ier de Belgique, il conserva le chef de cabinet de celui-ci. Avec Jan Willems, il était le représentant du roi à la Fondation Roi Baudouin. Le 22 juillet 2013, au lendemain de l'abdication d'Albert II, Jacques van Ypersele quitte son poste de chef de cabinet. Le roi Philippe nomme Frans van Daele comme chef de cabinet.
Jacques van Ypersele de Strihou est un chrétien-démocrate francophone (CDH, auparavant le PSC). Il est le fils de Henry van Ypersele, un ingénieur qui a travaillé pour le groupe du baron Empain et de Martha Bansa de Kinder. Henry van Ypersele était le frère du baron Adelin van Ypersele de Strihou et lui-même administrateur de la banque Royale belge, le prédécesseur d’Axa. Jacques van Ypersele de Strihou est marié à Brigitte du Bus de Warnaffe et ils ont quatre filles : Marie-Noëlle, Vinciane, Christina et Nathalie. Sa fille Nathalie est journaliste pour le magazine économique Trends-Tendances.
Jacques van Ypersele de Strihou est surnommé « Van Yp » dans le milieu politique et médiatique belge.

## Études
Jacques van Ypersele a effectué ses études secondaires au collège Saint-Michel de Bruxelles. Il a ensuite étudié la littérature aux Facultés universitaires Notre-Dame de la Paix, le droit et l'économie à l'université catholique de Louvain. Pendant ses études il était membre du Conférence Olivaint de Belgique. Il a été assistant à l'université Lovanium de Léopoldville au Congo pendant quelques mois, après quoi il est allé à l'université Yale, où il a obtenu un doctorat en économie.

## Carrière
À Washington, il rencontre[Quand ?] le professeur Robert Triffin du Fonds monétaire international (FMI) qui devient son mentor. Il lui a fourni un emploi au sein du FMI à Washington et plus tard, en 1969, à Jakarta (Indonésie). Grâce à son talent, il a acquis une renommée internationale dans un court laps de temps. Le chancelier allemand Helmut Schmidt et le président français Valéry Giscard d'Estaing font l’éloge de son expertise en économie et finances. [Quand ?][réf. nécessaire]
Entre 1972 et 1983, il a enseigné à l'université catholique de Louvain (UCL) et à l'Institut catholique des hautes études commerciales (ICHEC) à Bruxelles. À la fin des années 1970, il a été président du comité monétaire de l'Union européenne, et a joué un rôle particulièrement important dans la conception et la mise en place du système monétaire européen (SME). En 1981, en collaboration avec Alfons Verplaetse, il a été l'un des architectes de la dévaluation du franc belge, afin de stimuler l'économie belge. Jacques van Ypersele de Strihou est membre du comité monétaire de l'Union européenne, et travaille aussi pour le FMI et la Banque mondiale en tant qu'expert financier.
Pendant 30 ans, Jacques van Ypersele de Strihou a occupé le poste de chef de cabinet du Roi (de 1983 à 1993 avec Baudouin Ier ; de 1993 à 2013 avec Albert II), ce qui lui a parfois valu le surnom de "vice-roi". Le 20 juillet 2013, veille de son abdication, le roi Albert II lui a donné le titre honorifique de Ministre d'Etat.

## Sources
- (en) Cet article est partiellement ou en totalité issu de l’article de Wikipédia en anglais intitulé « Jacques van Ypersele de Strihou » (voir la liste des auteurs).